# Ostravak Ostravski
Ostravak Ostravski (* 11. srpna 1967) je pseudonym ostravského blogera, který od roku 2004 (původně na serveru Bloguje.cz) vydával blog psaný fonetickým přepisem ostravského dialektu. Poslední příspěvek "Peefko 2016" zveřejnil 31. 12. 2015. Jeho pravá identita není známa, občas se spekuluje i o možnosti, že za pseudonymem Ostravak se skrývá některá známá a osobnost ze slezsko-moravského regionu (např. Jaromír Nohavica, který však podobné spekulace popřel).

## Knihy
Texty z jeho blogu, psané v období let 2004 až 2006, vycházely i knižně a na CD nosičích (vydavatelství Repronis, které vydalo 6 dílů (poslední vyšel v únoru 2007).
- Denik Ostravaka, ISBN 80-7329-088-X
- Denik Ostravaka 2 …eště mě nědostali!, ISBN 80-7329-095-2
- Denik Ostravaka 3 …farame dal, no ni?, ISBN 80-7329-104-5
- Denik Ostravaka 4 …furt vam nědam spočnuť, ISBN 80-7329-115-0
- Denik Ostravaka 5 …už teho bylo v pysk, ISBN 80-7329-130-4
- fajne dřysty 1, ISBN 80-7329-139-8
- Denik Ostravaka 6 …za lepši zytřki, ISBN 80-7329-145-2
- fajne dřysty 2, ISBN 80-7329-150-9

## Adaptace

### Televizní
V ostravském studiu České televize vznikl podle blogu komponovaný 24dílný pořad Deník Ostravaka vysílaný v roce 2007.

### Divadelní
23. února 2007 měla na prknech Divadla loutek Ostrava premiéru hra Z Deniku Ostravaka v režii Radovana Lipuse.

### Filmová
V roce 2016 podle knih vznikl celovečerní film Ostravak Ostravski režiséra Davida Kočára, v hlavní roli s hercem Igorem Chmelou. Premiéra filmu byla 20. října 2016.